# Bromeliohyla
Bromeliohyla – rodzaj płazów bezogonowych z podrodziny Hylinae w obrębie rodziny  rzekotkowatych (Hylidae).

## Zasięg występowania
Rodzaj obejmuje gatunki występujące w tropikalnej części południowego Meksyku, Belize, Gwatemali i północnym Hondurasie.

## Systematyka
Rodzaj zdefiniował w 2005 roku międzynarodowy zespół herpetologów (Argentyńczyk Julián Faivovich, Brazylijczycy Célio Fernando Baptista Haddad i Paulo Christiano de Anchietta Garcia oraz Amerykanie Darrel Richmond Frost, Jonathan A. Campbell i Ward C. Wheeler) w artykule poświęconym przeglądowi systematycznemu rodziny rzekotkowatych, ze szczególnym uwzględnieniem podrodziny Hylinae, na podstawie analizy filogenetycznej i rewizji taksonomicznej, opublikowanym w czasopiśmie Bulletin of the American Museum of Natural History. Gatunkiem typowym jest (oryginalne oznaczenie) B. bromeliacia.

### Etymologia
Bromeliohyla: zbitka wyrazowa nazw rodzajów: Bromelia Linnaeus, 1753 oraz Hyla Laurenti, 1768. 

### Podział systematyczny
Do rodzaju należą następujące gatunki:
- Bromeliohyla bromeliacia (Schmidt, 1933)
- Bromeliohyla dendroscarta (Taylor, 1940)
- Bromeliohyla melacaena (McCranie & Castañeda, 2006)